# Chesapeake (város, Virginia)
Chesapeake megyei jogú város az USA Virginia államában. A 2020-as népszámláláskor a lakosság száma 
249 422 fő volt; ezzel Virginia második legnépesebb városa.
Chesapeake a Virginia Beach-Norfolk-Newport News agglomerációs körzetbe tartozik, a Hampton Roads egyik városa, Chesapeake 1963-ban alakult várossá népszavazás útján, amikor a korábbi South Norfolk város egyesült a korábbi Norfolk megye maradványaival. (A megye területének nagy részét más városok annektálták.) Chesapeake a második legnagyobb területű város Virginia államban és a 17. legnagyobb az Egyesült Államokban.
Chesapeake sokszínű város, amelyben néhány városi jellegű övezet mellett sok védett mezőgazdasági terület, erdő és vizes élőhely található, köztük a Great Dismal Swamp National Wildlife Refuge jelentős része. Az észak-karolinai határtól a Hampton Roads kikötői területéig, Norfolk, Portsmouth, Suffolk és Virginia Beach városok szomszédságában elterülő Chesapeake-et keletről az Atlanti-óceán part menti vízi útja határolja.
2011-ben a Bloomberg Businessweek az Egyesült Államok 21. legjobb városának nevezte Chesapeake-et. Chesapeake-ben található a Dollar Tree kiskereskedelmi üzletlánc nemzetközi központja.